# Журавка (Киквидзенский район)
Журавка — хутор в Киквидзенском районе Волгоградской области России. Входит в состав Калачёвского сельского поселения.

## География
Хутор находится в северной части Волгоградской области, в степной зоне, в пределах Хопёрско-Бузулукской равнины, вблизи истока балки Журавка (приток реки Карман), на расстоянии примерно 24 километров (по прямой) к юго-юго-востоку (SSE) от станицы Преображенской, административного центра района. Абсолютная высота — 143 метра над уровнем моря.
Часовой пояс
Хутор Журавка, как и вся Волгоградская область, находится в часовой зоне МСК (московское время). Смещение применяемого времени относительно UTC составляет +3:00.

## Население
| 2002 | 2010 |
| ---- | ---- |
| 16   | ↘0   |

## Улицы
Уличная сеть хутора состоит из одной улицы (ул. Вишнёвая).